# Chen Kun (Sänger)

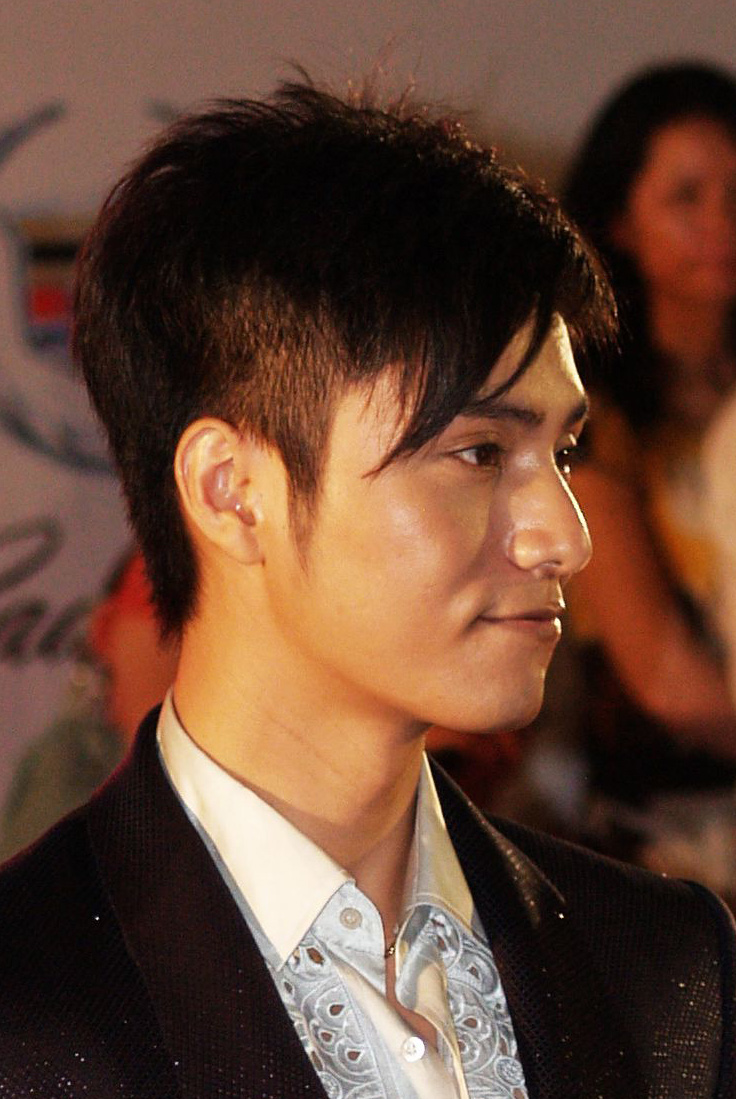
Chen Kun (2007)

Chen Kun (chinesisch 陳坤 / 陈坤, Pinyin Chén Kūn, Jyutping Can4 Kwan1; * 4. Februar 1976 in Chongqing, Volksrepublik China) ist ein vielfach preisgekrönter chinesischer Sänger und Schauspieler. In China zählt er zu den bekanntesten zeitgenössischen Künstlern.

## Leben
Chen begann seine Gesangskarriere in verschiedenen Nachtclubs. 1995 wurde er Mitglied des China Oriental Song and Dance Ensemble (heute China National Song and Dance Ensemble). Ab 1996 nahm er Schauspielunterricht an der Pekinger Filmakademie. 1999 hatte er seine erste Rolle in einem Film mit dem Namen National Anthem. Größere Berühmtheit erlangte er 2001 mit dem Fernsehdrama Love in Shanghai. Zahlreiche weitere Filmengagements folgten, immer wieder tritt Chen auch als Sänger auf und genießt eine vergleichsweise hohe Popularität. Im chinesischen Mikrobloggingdienst Sina Weibo hat Chen mit 70 Millionen Followern eine größere direkte Reichweite als jeder andere Prominente in irgendeinem Kurznachrichtendienst der Welt.

## Prominentenwerbung und Botschafter

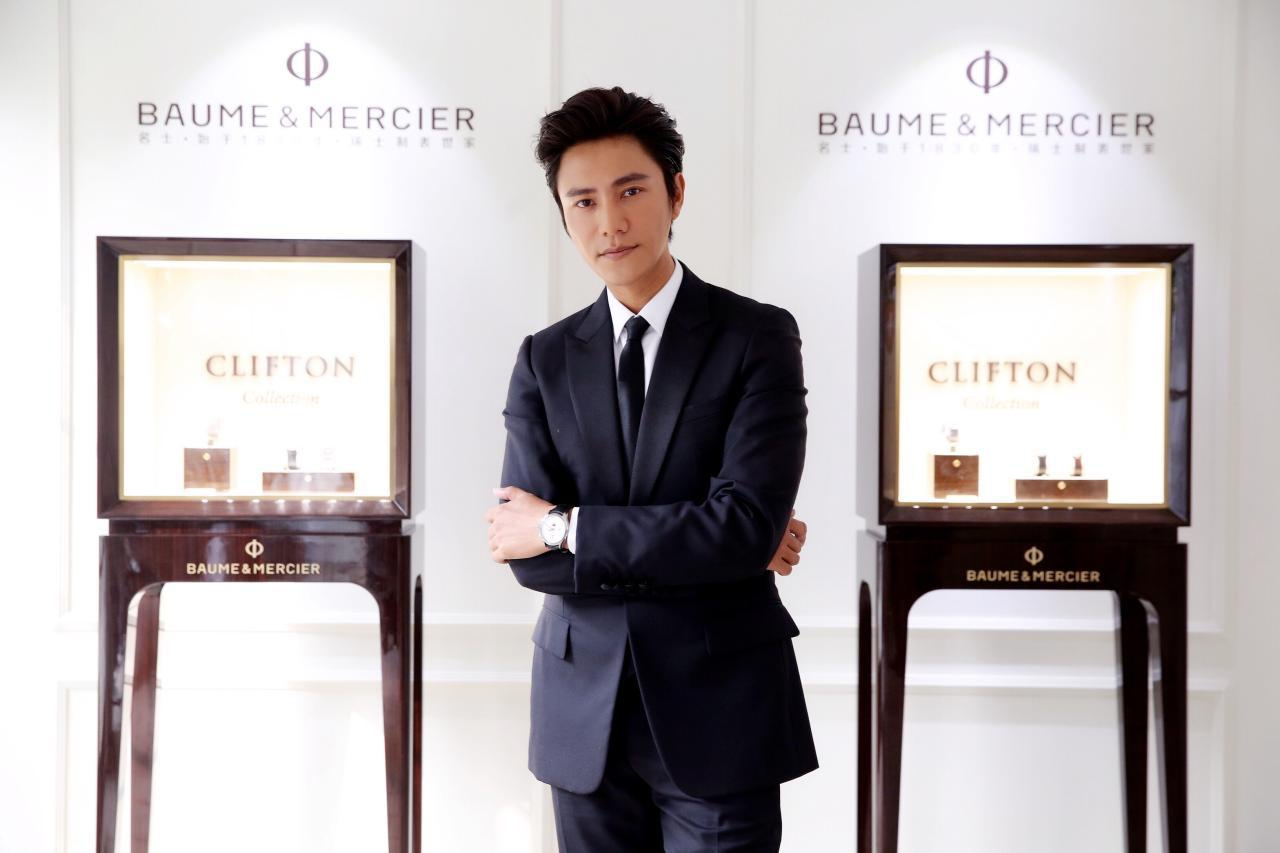
Chen Kun bei einer Veranstaltung von Baume & Mercier in Peking.

2012 wurde Chen der zweite berühmte männliche Chinese, für den in Madam Tussauds in Shanghai eine Wachsfigur aufgestellt wurde. Er wurde zum UNICEF-Botschafter für China ernannt.
2014 wurde er Produktbotschafter für die Marke Huawei’s Honor in China.
2015 wurde Chen weltweiter Botschafter der Marke Giorgio Armani und der Luxusuhren-Marke Baume & Mercier.